# 江泽民文选
《江泽民文选》（簡稱江選）是中国共产党的第三代中央领导集体核心、前中共中央总书记江泽民從1980年到2004年间的演讲、谈话记录、信件、批示、题词等一共203篇文章結集。該書由中共中央文獻編輯委員會編輯，各地人民出版社发行；2006年8月10日开始在縣級以上之新華書店發售。
江泽民文选共三卷，分特精裝、精裝、大平裝與普及本四種版式，小32開60克雙膠紙規格印刷。

## 內容
第一卷从1980年8月21日的《设置经济特区，加快经济发展》（第五届全国人大常委会第十五次会议报告）到1997年8月5日的《再造一个山川秀美的西北地区》（批示），共81篇。
第二卷从1997年9月12日《高举邓小平理论伟大旗帜，把建设有中国特色社会主义事业全面推向二十一世纪》（中国共产党第十五次全国代表大会报告）到2000年2月1日《正确引导青少年健康成长》（中央政治局常委会议讲话），共59篇。
第三卷从2000年2月25日《在新的历史条件下更好地做到“三个代表”》（在广东省的讲话）到2004年9月20日《我的心永远同人民军队在一起》（中央军委扩大会议上的讲话），共63篇。

## 發售情況
發售前一天，《人民日報》發表社论祝賀，8月10日發售當天早上各省省會之新華書店俱隆重其事並有發售儀式，首批發行數量已不少（福建省、湖北省、重慶市10萬套，上海市、江蘇省20萬套，新疆8萬套，遼寧省5萬套，廣東省3萬套；普及本全國首印30萬套），小網點亦把文選放在書佔顯眼位置；由於政府率領大部分幹部踴躍購買，團體訂購需求不斷，造就大量需求，發售不到兩天已有加印之需要。

## 评价
2007年2月3日，《人民日报》发表题为《把學習〈江澤民文選〉活動引向深入》的社论，写道：“《江澤民文選》是學習“三個代表”重要思想的最好教材。”

## 译本
2008年5月，《江泽民文选》（全三卷）线装本在中国大陆出版发行，为繁体大字竖排。
2008年11月，中国民族语文翻译局组织完成七种少数民族文版《江泽民文选》翻译工作，《江泽民文选》第一至三卷蒙古文、藏文、维吾尔文、哈萨克文、朝鲜文、彝文、壮文等七种少数民族文版在中国大陆出版发行。
该书亦设有英文、法文、俄文、西班牙文、日文共五种外文版本，由中共中央编译局负责翻译，分卷發行，第一卷外文版于2010年2月24日发行，第二卷外文版于2012年2月18日发行，第三卷外文版于2013年2月3日发行。

## 外部連結
- 《江選》內容摘錄，《南方周末》2006年8月10日
- 人民网上刊登的的《江泽民文选》的第一卷 （页面存档备份，存于）、第二卷 （页面存档备份，存于）和第三卷 （页面存档备份，存于）。